# Stephan Streker
Stephan Streker est un réalisateur et scénariste belge né le 17 mars 1964 à Bruxelles.

## Biographie
Passionné de cinéma, Stephan Streker est d’abord devenu journaliste dans le but de rencontrer les gens qu’il admire le plus au monde : les cinéastes. Il a ainsi publié de nombreuses interviews-fleuves dans la presse belge, alors qu'il était encore étudiant en journalisme à l'Université libre de Bruxelles.
Son mémoire de fin d'études consacré à Serge Gainsbourg a été publié aux éditions De Boeck en 1990 sous le titre Gainsbourg - Portrait d'un artiste en trompe-l'œil.
Il a également animé une émission cinématographique sur Radio Arc-en-ciel à Bruxelles au début des années 80.
Il a été critique de cinéma pour la radio et la presse écrite, ainsi que photographe (photos d’art, de presse, portraits), réalisant de nombreuses pochettes de disques.
Parallèlement à ces activités, Stephan a été journaliste sportif, spécialisé en football et en boxe,.
En 1993, il écrit et réalise son premier court métrage, Shadow Boxing, suivi en 1996 de Mathilde, la femme de Pierre.
Tourné en  « guerilla » avec quelques copains à Los Angeles, Michael Blanco (2004) est son premier long métrage.
Dans Le monde nous appartient (2013), son deuxième long métrage, il dirige Vincent Rottiers, Olivier Gourmet et Reda Kateb.
Noces (2017), son troisième long métrage, succès public et critique, a été distribué sur plus de vingt-cinq territoires à travers le monde et présenté dans plus de cinquante festivals internationaux, y remportant une quinzaine de prix,,. En outre, Noces a été nommé aux César 2018 dans la catégorie "Meilleur Film Étranger".
Outre son activité de cinéaste, Stephan exerce pour la télévision belge (RTBF) le métier de consultant football, notamment pour tous les matchs des Diables Rouges (l’équipe nationale belge) et le talk-show hebdomadaire La Tribune. Il est également consultant pour les tournois majeurs, tels que l’Euro 2016 ou la  Coupe du monde 2018.

## Filmographie

### Courts métrages
- 1993 : Shadow Boxing[5]
- 1996 : Mathilde, la femme de Pierre[6]
- 1998 : Le Jour du combat[11], documentaire

### Longs métrages
- 2004 : Michael Blanco
- 2013 : Le monde nous appartient
- 2017 : Noces
- 2021 : L'Ennemi